# شهرک صنعتی ریحانه
شهرک صنعتی ریحانه یکی از شهرک‌های صنعتی استان آذربایجان شرقی است که در محور تبریز-آذرشهر و در منطقه‌ای به وسعت ۴۵ هکتار تأسیس شده‌است. این شهرک که مختص تولید و توزیع صنایع دستی توسط بانوان است، در ۶۳ رشتهٔ مختلف فعالیت می‌کند. شهرک صنعتی ریحانه دارای بانک، فضای سبز و امکانات رفاهی بوده و هدف از ایجاد آن، اشتغال بانوان است.